# Tinténiac
Tinténiac est une commune française située dans le département d'Ille-et-Vilaine en région Bretagne.
En 2022, avec 3 877 habitants, elle est la 69e commune la plus peuplée d'Ille-et-Vilaine et la 205e de Bretagne.

## Géographie

### Localisation

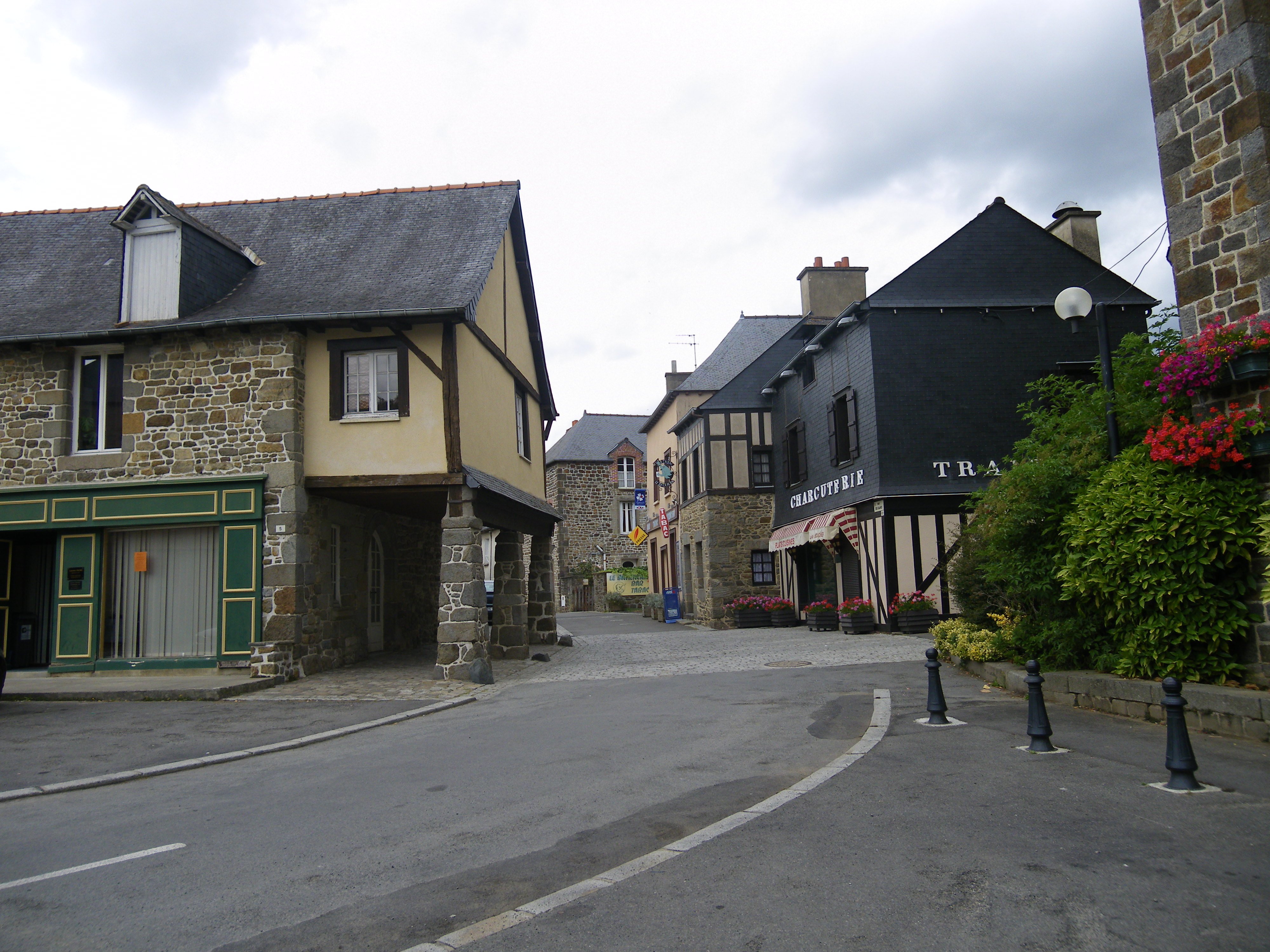
Vue de la commune.

La ville de Tinténiac est située le long de la route nationale 137, à 28 km de Rennes et 43 km de Saint-Malo.

### Communes limitrophes
| Trimer                           | Québriac / Saint-Domineuc | Combourg |
| La Baussaine                     | Tinténiac                 | Dingé    |
| Saint-Brieuc-des-Iffs / Les Iffs | Hédé-Bazouges             | Guipel   |

### Hydrographie
Pour un article plus général, voir Réseau hydrographique d'Ille-et-Vilaine.
La commune est située dans le bassin Loire-Bretagne. Elle est drainée par le canal d'Ille et Rance, la Donac, le ruisseau de la Tronsonnière,,.
Le canal d'Ille-et-Rance est un canal, chenal et un cours d'eau naturel navigable, d'une longueur de 84 km, prend sa source dans la commune de Montreuil-sur-Ille et se jette  dans l'Ille à Saint-Grégoire, après avoir traversé 25 communes. 
La Donac, d'une longueur de 18 km, prend sa source dans la commune de Dingé et se jette  dans le Canal d'Ille-et-Rance  à Pleugueneuc, après avoir traversé sept communes. 

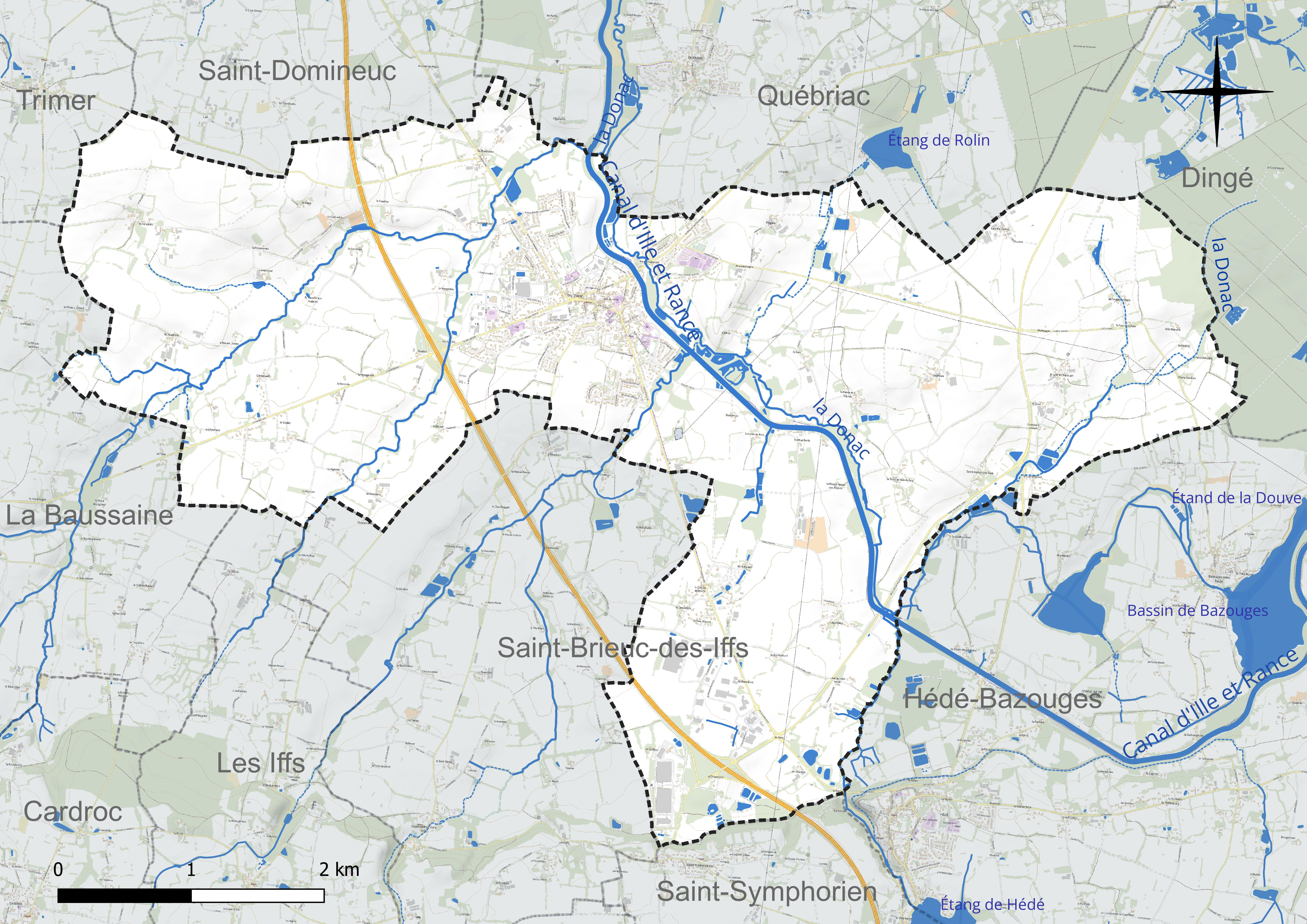
Réseau hydrographique de Tinténiac.

### Climat
Pour des articles plus généraux, voir Climat de la Bretagne et Climat d'Ille-et-Vilaine.
En 2010, le climat de la commune est de type climat océanique altéré, selon une étude du CNRS s'appuyant sur une série de données couvrant la période 1971-2000. En 2020, Météo-France publie une typologie des climats de la France métropolitaine dans laquelle la commune est exposée à un climat océanique et est dans la région climatique  Bretagne orientale et méridionale, Pays nantais, Vendée, caractérisée par une faible pluviométrie en été et une bonne insolation. Parallèlement l'observatoire de l'environnement en Bretagne publie en 2020 un zonage climatique de la région Bretagne, s'appuyant sur des données de Météo-France de 2009. La commune est, selon ce zonage, dans la zone « Intérieur Est », avec des hivers frais, des étés chauds et des pluies modérées.  
Pour la période 1971-2000, la température annuelle moyenne est de 11,4 °C, avec une amplitude thermique annuelle de 12,3 °C. Le cumul annuel moyen de précipitations est de 741 mm, avec 11,9 jours de précipitations en janvier et 6,9 jours en juillet. Pour la période 1991-2020, la température moyenne annuelle observée sur la station météorologique la plus proche, située sur la commune du Quiou à 13 km à vol d'oiseau, est de 11,6 °C et le cumul annuel moyen de précipitations est de 757,4 mm,. Pour l'avenir, les paramètres climatiques de la commune estimés pour 2050 selon différents scénarios d'émission de gaz à effet de serre sont consultables sur un site dédié publié par Météo-France en novembre 2022.

## Urbanisme

### Typologie
Au 1er janvier 2024, Tinténiac est catégorisée bourg rural, selon la nouvelle grille communale de densité à sept niveaux définie par l'Insee en 2022.
Elle appartient à l'unité urbaine de Tinténiac, une unité urbaine monocommunale constituant une ville isolée,. Par ailleurs la commune fait partie de l'aire d'attraction de Rennes, dont elle est une commune de la couronne,. Cette aire, qui regroupe 183 communes, est catégorisée dans les aires de 700 000 habitants ou plus (hors Paris),.

### Occupation des sols
L'occupation des sols de la commune, telle qu'elle ressort de la base de données européenne d'occupation biophysique des sols Corine Land Cover (CLC), est marquée par l'importance des territoires agricoles (87,6 % en 2018), en diminution par rapport à 1990 (92,1 %). La répartition détaillée en 2018 est la suivante : 
terres arables (52,4 %), zones agricoles hétérogènes (21,1 %), prairies (14,1 %), zones urbanisées (9,6 %), zones industrielles ou commerciales et réseaux de communication (1,9 %), forêts (1 %). L'évolution de l'occupation des sols de la commune et de ses infrastructures peut être observée sur les différentes représentations cartographiques du territoire : la carte de Cassini (XVIIIe siècle), la carte d'état-major (1820-1866) et les cartes ou photos aériennes de l'IGN pour la période actuelle (1950 à aujourd'hui).

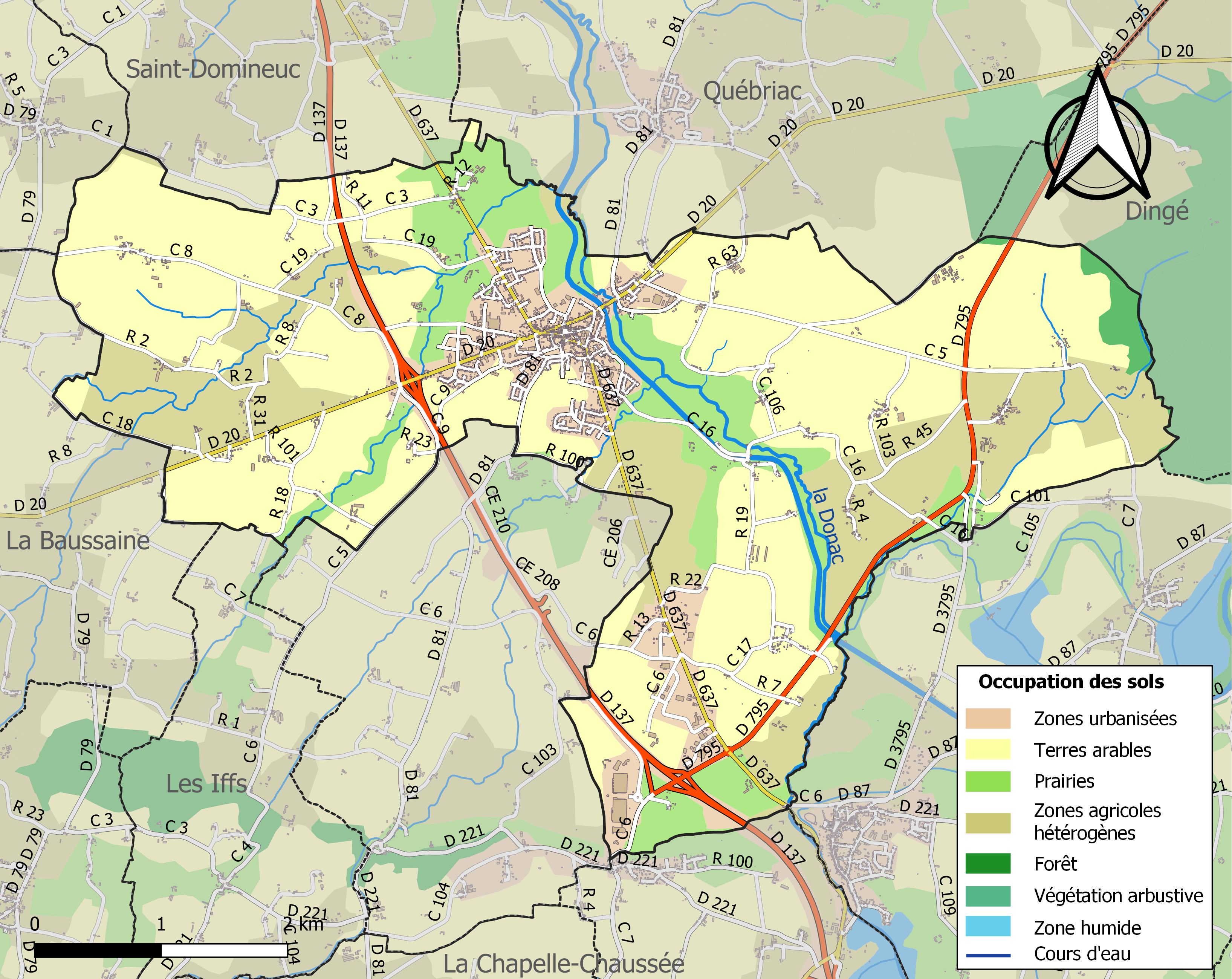
Carte des infrastructures et de l'occupation des sols de la commune en 2018 (CLC).

## Toponymie
Elle est attestée sous les formes de Tinteniacum en 1032, et de Teinteniac au XVe siècle[réf. nécessaire].
Tinténiac  est un toponyme composé de deux éléments : Tinténi-, qui représente peut-être l'anthroponyme gallo-romain Tintinius et -acum, suffixe locatif et de propriété d'origine gauloise. Ce suffixe, qui marque la localisation, puis la propriété, est d'origine celtique (gauloise) -acon et remonterait au celtique commun *-āko qui explique également le brittonique -ogon, à l'origine du gallois -og et du vieux breton -oc, breton moderne -ec (noté -eg dans l'orthographe actuelle). « Le domaine de Tintinius ».
L'évolution régulière en *Tintégny ou plutôt *Tinténé dans l'ouest, propre aux pays de langue d'oïl, ne s'est pas effectuée dans ce cas, car la commune était bretonnante au IXe siècle et le -acum [en réalité gallo-roman -ACU] a ainsi évolué en -ac et non en -ay, -é, ou -y comme dans les zones de langue d'oïl. Par contre, le nom de la commune homonyme de Tintigny (Belgique) est conforme à la phonétique d'oïl. Probable homonymie également avec Tintignac, hameau de la Corrèze, dont le -ac est caractéristique de la phonétique occitane.
La commune est appelée Teintenyac en gallo et Tintenieg en breton[réf. nécessaire].
Le gentilé est Tinténiacois.

## Histoire
Le site de Tinténiac est fréquenté depuis le Néolithique. Des vestiges, dont un abondant mobilier lithique et des céramiques du Néolithique moyen, sont retrouvés lors du tracé de la voie express Rennes-Saint-Malo.
Tinteniac est cité au VIe siècle comme « Tendenaco villa… civis Rhedonica » dans la Vie de saint Pair, fondateur de l'abbaye de Sesciacum (aujourd'hui Saint-Pair-sur-Mer, Manche), écrite par Venance Fortunat.
Un village carolingien découvert à la Cocherais, a également livrés de nombreuses céramiques.
La première mention officielle de Tinténiac figure dans le cartulaire de l'abbaye Saint-Georges de Rennes en 1032. L'église et le village qualifié de « gros bourg », sont alors donnés par le duc de Bretagne Alain III à sa sœur, Adèle, abbesse de Saint-Georges, à l'occasion de la fondation de l'abbaye. L'abbesse rétrocède par la suite une grande partie de son fief.
La seigneurie de Tinténiac passe ensuite, par le jeu des alliances successives, aux Laval, Coligny, Coëtquen et La Motte. Un membre de la branche cadette de cette dernière famille, Vincent de Tinténiac connu comme chevalier de Tinténiac, est l'un des grands noms de la Chouannerie. Il participe à l'organisation du débarquement de Quiberon, le 27 juin 1795. 

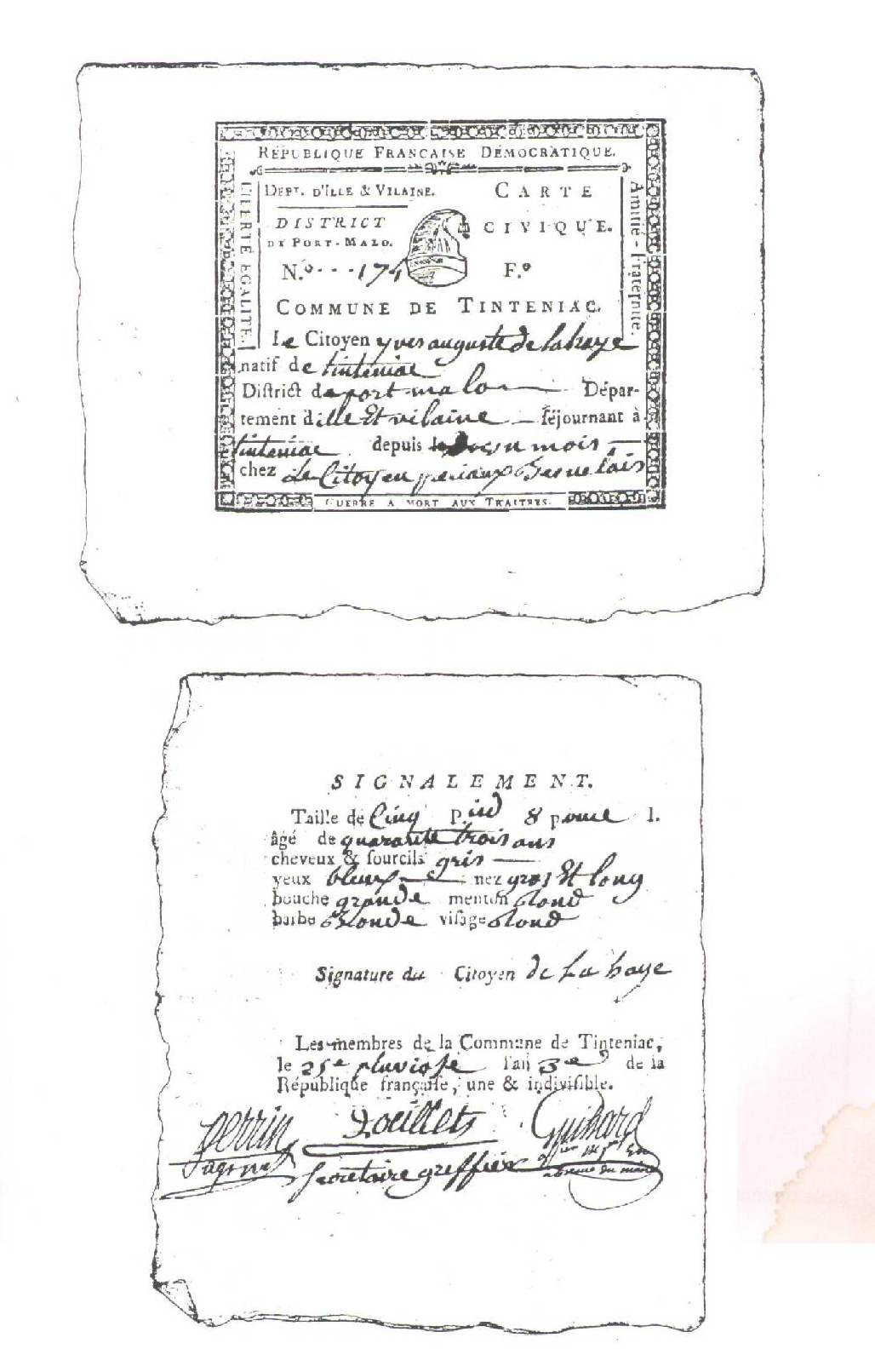
Recto et verso d'une carte civique délivrée par la municipalité de Tinténiac en l'an III (1795).

La Révolution française institue la commune de Tinténiac; qui absorbe entre 1790 et 1794 celle de Saint-Méloir-sous-Hédé, également nommé Saint-Méloir-des-Bois,. La population de la commune est favorable aux changements apportés par la Révolution française, surtout après la fin de la Terreur. La principale fête révolutionnaire est celle célébrant l'anniversaire de l'exécution de Louis XVI, accompagnée d'un serment de haine à la royauté et à l'anarchie, fêtée à partir de 1795 ; l'anniversaire de la fondation de la République est aussi célébré à partir de 1797.
À la fin de la Seconde Guerre mondiale, le 2 août 1944, la commune est libérée par le Combat Command A de la 6e division blindée.
La vie économique du bourg, fondée principalement sur l'agriculture jusqu'en 1950, connaît à cette date un nouvel essor, dû à la création d'établissements scolaires et au développement des activités tertiaires, ainsi que de l'industrie, dans les années 1960, avec l'usine de salaisons d'Ille-et-Rance (SIRSA). L'entreprise s'appelle désormais "les recettes de Tinténiac" et emploi une vingtaine de salariés dans le domaine de la boucherie-traiteur. En 2022, le premier employeur de la commune est le fabricant de climatiseurs, notamment destiné à l'industrie automobile, Sanden Manufacturing Europe[réf. nécessaire].

## Politique et administration

### Rattachements administratifs et électoraux
La commune se trouve dans l'arrondissement de Saint-Malo en Ille-et-Vilaine. Pour l'élection des députés, elle fait partie depuis 2012 de la troisième circonscription d'Ille-et-Vilaine, représentée depuis février 2020 par Claudia Rouaux (PS-NFP). Auparavant, elle a successivement appartenu à la circonscription de Saint-Malo (Second Empire), la 2e circonscription de Saint-Malo (IIIe République), la 6e circonscription (1958-1986) et la 2e circonscription (1988-2012).
Elle était depuis 1793 le chef-lieu du canton de Tinténiac. Dans le cadre du redécoupage cantonal de 2014 en France, la commune est désormais rattachée au canton de Combourg.

### Intercommunalité
Depuis le 6 décembre 1995, Tinténiac appartient à la communauté de communes Bretagne Romantique. Cette intercommunalité a succédé à l'association pour le développement économique du Combournais puis au SIVOM des cantons de Combourg, Tinténiac et Pleine-Fougères, fondé en décembre 1979, auquel appartenait la commune.

### Administration municipale
Le nombre d'habitants au dernier recensement étant compris entre 2 500 et 3 499, le nombre de membres du conseil municipal est de 23.

### Jumelages
| Ville | Ville       | Pays | Pays        | Période     |
| ----- | ----------- | ---- | ----------- | ----------- |
|       | Bersenbrück |      | Allemagne   | depuis 2000 |
|       | Botesdale   |      | Royaume-Uni | depuis 1993 |
|       | Redgrave    |      | Royaume-Uni | depuis 1993 |
|       | Rickinghall |      | Royaume-Uni | depuis 1993 |

Depuis 1993, la commune est jumelée avec les trois villages anglais de Botesdale, Redgrave et Rickinghall, tous situés au nord du comté de Suffolk.
Depuis 2000, elle est jumelée avec la ville allemande de Bersenbrück (Basse-Saxe), située au nord-ouest du pays, à mi-chemin entre Brême et la frontière néerlandaise. Une charte de jumelage fut cosignée par les maires de l'époque, Roger Rebours et Walter Sandbrink, ainsi que par Pierre Saget et Jean-Claude Goupil, premiers édiles de Saint-Domineuc et Québriac, communes associées au jumelage.

## Population et société

### Démographie
L'évolution du nombre d'habitants est connue à travers les recensements de la population effectués dans la commune depuis 1793. Pour les communes de moins de 10 000 habitants, une enquête de recensement portant sur toute la population est réalisée tous les cinq ans, les populations de référence des années intermédiaires étant quant à elles estimées par interpolation ou extrapolation. Pour la commune, le premier recensement exhaustif entrant dans le cadre du nouveau dispositif a été réalisé en 2008.

En 2022, la commune comptait 3 877 habitants, en évolution de +8,75 % par rapport à 2016 (Ille-et-Vilaine : +5,46 %, France hors Mayotte : +2,11 %).
| 1793  | 1800  | 1806  | 1821  | 1831  | 1836  | 1841  | 1846  | 1851  |
| ----- | ----- | ----- | ----- | ----- | ----- | ----- | ----- | ----- |
| 2 124 | 2 110 | 2 001 | 2 300 | 2 164 | 2 125 | 2 005 | 2 126 | 2 156 |

| 1856  | 1861  | 1866  | 1872  | 1876  | 1881  | 1886  | 1891  | 1896  |
| ----- | ----- | ----- | ----- | ----- | ----- | ----- | ----- | ----- |
| 2 163 | 2 149 | 2 176 | 2 184 | 2 177 | 2 213 | 2 233 | 2 194 | 2 201 |

| 1901  | 1906  | 1911  | 1921  | 1926  | 1931  | 1936  | 1946  | 1954  |
| ----- | ----- | ----- | ----- | ----- | ----- | ----- | ----- | ----- |
| 2 068 | 1 962 | 1 887 | 1 634 | 1 643 | 1 638 | 1 535 | 1 773 | 1 948 |

| 1962  | 1968  | 1975  | 1982  | 1990  | 1999  | 2006  | 2008  | 2013  |
| ----- | ----- | ----- | ----- | ----- | ----- | ----- | ----- | ----- |
| 1 794 | 1 938 | 2 040 | 2 173 | 2 163 | 2 434 | 3 079 | 3 247 | 3 372 |

| 2018  | 2022  | - | - | - | - | - | - | - |
| ----- | ----- | - | - | - | - | - | - | - |
| 3 704 | 3 877 | - | - | - | - | - | - | - |

### Enseignement
- École publique René-Guy-Cadou.
- École Notre-Dame.
- Collège Théophile-Briant[43].
- Collège Saint-Joseph.
- Lycée Bel-Air enseignement technique public.
- Lycée professionnel rural privé.

### Sports
- L'USTSD est le club tinténiacois associé avec Saint-Domineuc, comprenant quatre sections sportives : football, volley-ball, basket et badminton.
- Tinténiac Tennis Club.
- Tinténiac-Combourg Handball Club.
- Amicale Cyclo-touriste d'Ille-et-Rance.
- Club du Dragon Vert (Qwan Ki Do).
- Les Archers de la Bretagne Romantique.
- Canoë-kayak.
- Courir à Titéniac-Québriac

### Manifestations culturelles et festivités
- Festival Tinté Festi'Live (dernière édition en 2015).
- Festival Tinté Art Rue (dernière édition en 2012).
- Festival Les Hivernales.
- Festival Les Jeux divers.
- Les 6 Heures de Tinténiac.

## Culture locale et patrimoine

### Lieux et monuments

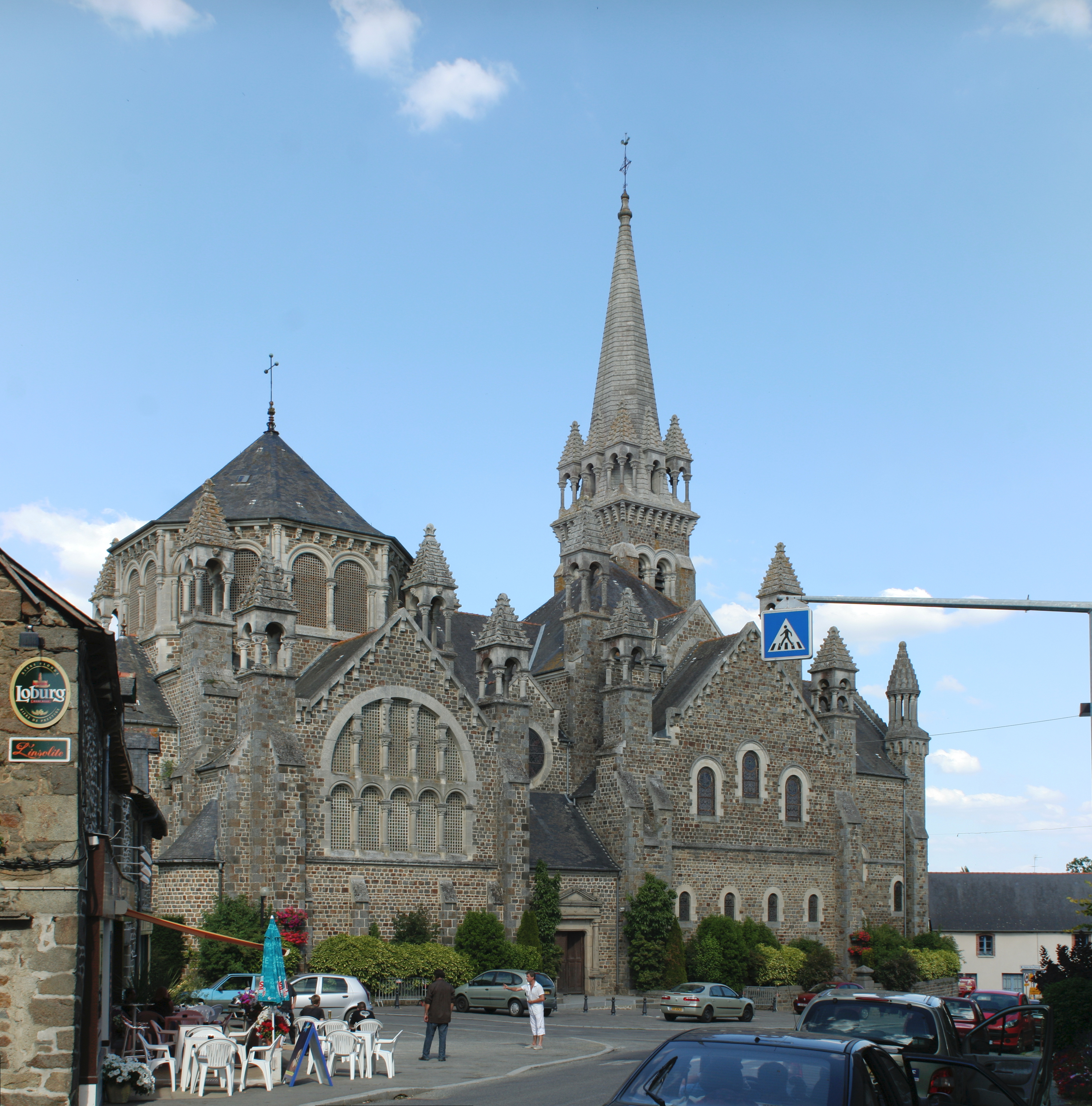
L'église de la Sainte-Trinité.

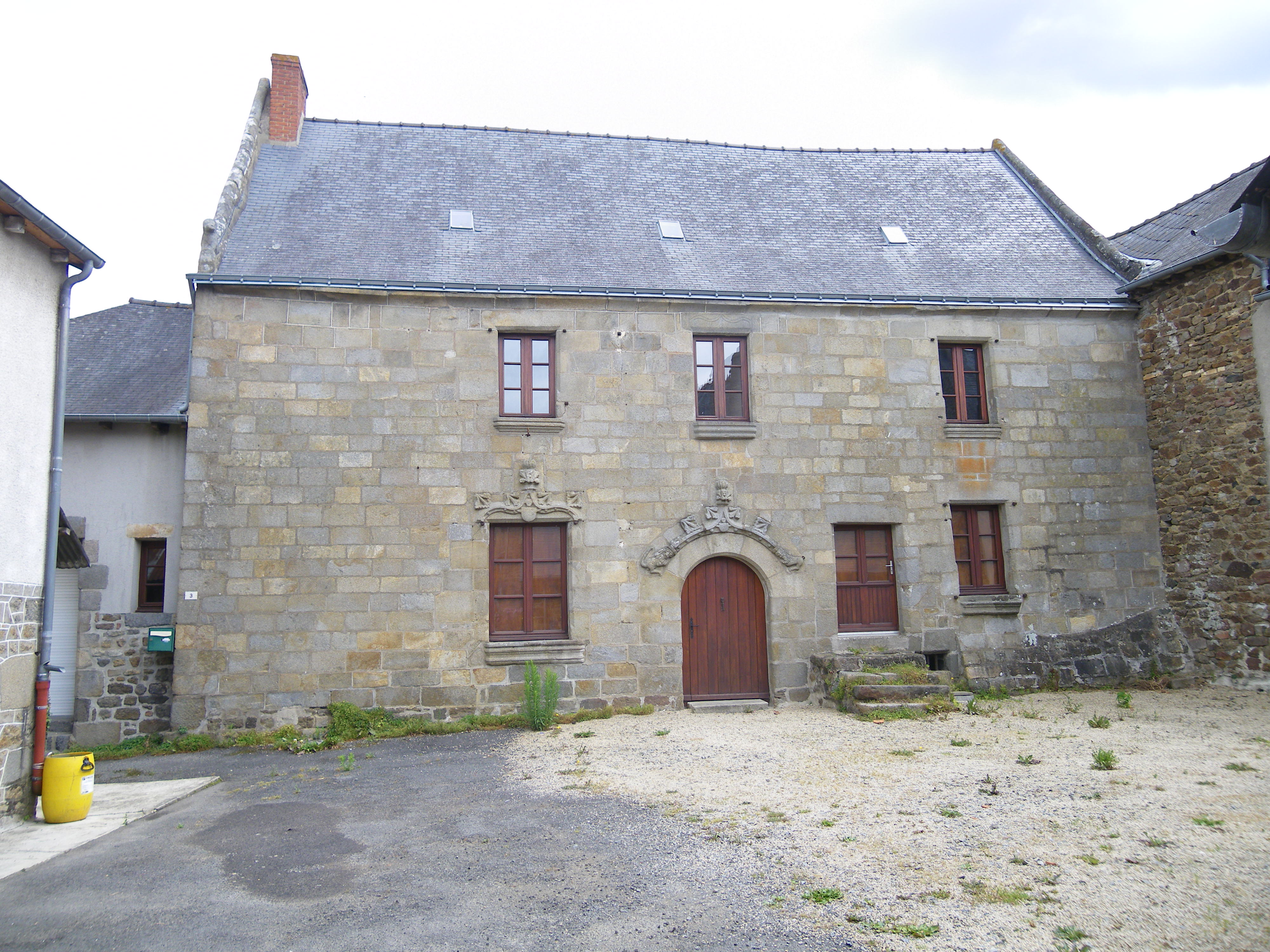
Le manoir de la Grand Cour.

- La Motte Boutier, motte féodale de 30 m de diamètre très érodée située dans la forêt de Tanouarn, en Tinténiac, juste en limite de la paroisse de Dingé. Ce site semble appartenir à la famille Boutier[Note 6], issue des seigneurs de Combourg et Dol, et qui possédait, à l'époque moderne, de nombreux biens sur le territoire de la paroisse de Dingé. De plus, Thomas, fils de Boutier, concéda le don de Guillaume de Montfort dans la foresta de Tanouarn et Hubert Boutier céda ce qu'il avait sur la Haie Pleebosq en 1223, nom donné par le cadastre de 1836 à la parcelle où se situe la motte nommée le Bois de la Plesse. La seigneurie de la Motte Boutier est citée à la fin du XIVe siècle[44].
- Dans le bourg, plusieurs maisons du XVe siècle, XVIe et XVIIe siècles : manoir de la Grand Cour (rue des Dames) ; hôtel de Mélesse ; hôtel Préciaux Des Cours ; grenier à sel (sur les bords du canal d'Ille-et-Rance).
- Manoir de la Besnelais (XVIe – XVIIe siècles).
- Canal d'Ille-et-Rance ; écluses et maisons éclusières (Tinténiac et la Moucherie).
- Musée de l'Outil et des Métiers[45].
- Prieuré Notre-Dame[46].
- Église de la Sainte-Trinité : église paroissiale (1908), construite sur les plans d'Arthur Regnault.
- Chapiteau de l'ancienne église (début XIVe siècle).
- Chapelle du prieuré : reste de l'ancienne église (XVe siècle). Cette chapelle du transept nord est l'unique partie de l'ancienne église qui a été modifié en 1444. Aujourd'hui cette chapelle abrite le retable attribué à Tugal Caris.

### Peintures murales
- Sur les murs du réfectoire du collège Théophile-Briant fut réalisée une peinture murale et monumentale, peinte a fresco en 1955 : Les Amazones de la chouannerie,  par l'artiste peintre Geoffroy Dauvergne (1922-1977) d'après le roman éponyme de Théophile Briant (1891-1956), d'environ 60 m2, dans le cadre du 1% artistique, œuvre actuellement dissimulée sous une toile de verre, devant être restaurée dans son intégralité à partir de 2023 par les soins du Conseil départemental d'Ille-et-Vilaine, à la demande des ayants droit de l'artiste et de l'association les Amis du peintre Geoffroy Dauvergne comme le prévoit le code de la propriété intellectuelle.

### Personnalités liées à la commune
- Bertrand Du Guesclin (1320-1380), connétable de France, seigneur de Montmuran et de Tinténiac, il épouse en secondes noces Jeanne de Laval, dame de Tinténiac.
- Gaspard IV de Coligny (1620-1649), maréchal de France, seigneur de Montmuran et de Tinténiac, pair de France (1648), a offert la porte des Morts (église de Tinténiac).
- Eugène Durand, né à Tinténiac le 13 avril 1838 et mort à Paris le 3 février 1917, agrégé en droit et homme politique français. Il fut sous-secrétaire d'État à la présidence du Conseil, à l'Instruction publique et des Beaux-Arts de 1883 à 1885 dans le deuxième gouvernement de Jules Ferry.

## Héraldique
| Blason | Blasonnement : D'or à la jumelle d'azur, au bâton de gueules brochant sur le tout, à la bordure d'hermine. |

Ce blason est inspiré de celui de la Famille de Tinténiac . En 1384, figure parmi la noblesse de robe française[pas clair].